# جان نيلسون
جان نيلسون (بالسويدية: Jan "Flash" Nilsson)‏ هو سائق سباق سويدي، ولد في 15 ديسمبر 1960 في كارلستاد في السويد.

## روابط خارجية
- جان نيلسون على موقع DriverDB.com (الإنجليزية)